# Missy, Calvados
Missy är en kommun i departementet Calvados i regionen Normandie i norra Frankrike. Kommunen ligger i kantonen Villers-Bocage som ligger i arrondissementet Caen. År 2018 hade Missy 508 invånare.

## Befolkningsutveckling
Antalet invånare i kommunen Missy
Referens:INSEE